# ヘリオトロープ
ヘリオトロープ（Heliotrope）は、ムラサキ科キダチルリソウ属 (Heliotropium) の植物の総称。とくにその代表種であるキダチルリソウ(H. arborescens)を指すことが多い。ここでは本種について記述する。名前には、ギリシャ語のhelios（太陽）＋trope（向く）で、「太陽に向かう」という意味がある。ギリシャ神話では、水の精クリティアの変身した花とされている。

## 特徴
ペルー原産。ペルーでは「愛の薬草」、ドイツでは「神の薬草」、フランスでは「恋の草」と呼ばれている。ジョゼフ・ド・ジュシューによって初めてパリに種子がもたらされた。その後、フィリップ・ミラーの1757年の報告に基づき、1759年にリンネが記載、ヨーロッパほか世界各国に広まった。日本には明治時代に伝わり、今も栽培されている。
日本語で「香水草」「匂ひ紫」、フランス語で「恋の花」などの別名がある。
バニラのような甘い香りがするが、その度合いは品種によって異なる。
香りが飛びやすく、花の咲き始めの時期には、かなり強く香るものの、数日経過すると香りが急激に薄くなってしまう特徴がある。ドライフラワーやポプリにもされる。

## 香水
ロジェ・ガレ社の『Heliotrope Blanc』（フランスでは1892年（明治25年）に発売）は、日本に輸入されて初めて市販された香水といわれている。
大昔は南フランスなどで栽培されており、天然の精油を採油していた。しかし、収油率の低さ、香りの揮発性の高さというデメリットから、合成香料で代用して香水が作られるようになった（有機化合物であるヘリオトロピンがヘリオトロープの花の香りがすることが1885年（明治18年）に判明し、それを天然香料の代用として普及した）。
夏目漱石の小説『三四郎』（1908年（明治41年））や江戸川乱歩の『暗黒星』（1939年（昭和14年））にも、ヘリオトロープの香水が登場する。

## 園芸
本来は不耐寒性または半耐寒性の灌木で、実生からだと開花までに数年を要したが、このため一般家庭では開花させるのが難しかった（開花に至る前に凍死してしまうため）
しかし戦後、播種した年に開花する早生品種が作出し、さらには近年の住宅環境から室内での越冬も昔に比べ容易くなったことから家庭でも鉢植えやプランターで開花株を簡単に楽しむことができるようになった。
ポッド苗の多くは春に流通する。植え替えは秋の花後か春に、根をよくほぐして植え替える。酸性土壌を嫌うため、庭植えするときは、植えつけ前に苦土石灰をまいておくことが好ましい。開花期は4月～10月頃と長く、白や紫の香りの良い花を咲かせる。増やしたい場合、挿し芽で増やせる。5月から6月あるいは9月に茎の先端を6～8cm切っり、赤玉土小粒と軽石小粒を混合した用土に挿す。発根にはやや時間がかかることから、こまめに水やりを行い、さした枝を動かさないようにする。
地植えの場合、越冬が困難なので一年草のような扱いになるが、鉢植えで寒冷期は室内管理するなどの対策で温室環境を与えてやれば何年でも継続して楽しめる。近年では大手園芸メーカーを中心に白花品種や香の異なる品種なども多数輩出されている。